# Konstantin Kuntzsch
Konstantin Kuntzsch (*  1994 in Bad Neustadt an der Saale) ist ein deutscher Koch.

## Werdegang
Ab 2019 war Kuntzsch Küchenchef im Restaurant Speiseberg in Halle an der Saale, das 2022 mit einem Michelinstern ausgezeichnet wurde.
Im Februar 2024 eröffnete er sein Restaurant Mizar in Würzburg, das im Juni 2025 mit einem Michelinstern ausgezeichnet wurde.

## Auszeichnungen
- 2022: Ein Michelinstern für das Restaurant Speiseberg in Halle an der Saale.[2]
- 2025: Drei rote Hauben im Gault-Millau Restaurant Mizar in Würzburg[4]
- 2025: Ein Michelinstern für das Restaurant Mizar[3]